# حشره‌خوار درختی لاغر
حشره‌خوار درختی لاغر(نام علمی: Tupaia gracilis) نام یک گونه از تیره حشره‌خوار درختی سنجابی است.